# 鶴田町立鶴田小学校
鶴田町立鶴田小学校（つるたちょうりつ つるたしょうがっこう）は、青森県北津軽郡鶴田町大字鶴田にある公立小学校。略称は鶴小（つるしょう）。

## 概要
鶴田町の中心部に学校があり、町内で最も児童数が多い小学校であったが、町内の小学校再編・統合により、町内全域が学区となった。主な進学先は、鶴田中学校。

### 児童数
| 学年 | 1年 | 2年 | 3年 | 4年 | 5年 | 6年 | 特別支援 | 合計 |
| ---- | --- | --- | --- | --- | --- | --- | -------- | ---- |
| 学級 | 3   | 3   | 3   | 3   | 3   | 3   | 5        | 23   |
| 児童 | 87  | 83  | 93  | 88  | 87  | 105 | 24       | 543  |

- 統合後の2020年時点[2]。

## 沿革
- 1876年（明治9年）11月11日[3] - 教願寺境内に鶴田小学として創立する[4]。
- 1879年（明治12年） - 教願寺境内から鶴田字前田81番1号に移転[5]
- 1882年（明治15年） - 鶴田小学校と改称。
- 1887年（明治20年）4月1日[3] - 小学校令により、鶴田尋常小学校となる。
- 1893年（明治26年）7月 - 校舎増築。
- 1894年（明治27年）
  - 7月21日 - 校舎改築工事着工。
  - 9月10日 - 新校舎での授業開始。
  - 11月3日 - 校舎落成式挙行。
- 1899年（明治32年）
  - 8月25日 - 校舎増築着工。
  - 11月27日 - 増築校舎竣工。
  - 12月22日 - 落成式挙行。
- 1901年（明治34年）5月23日[3]  - 高等科[6]を併置し、鶴田尋常高等小学校と改称。
- 1906年（明治39年）6月 - 校地拡張・校舎増築・農業実習地購入。
- 1909年（明治42年）9月[3]  - 亀田分教場を開設する。
- 1910年（明治43年） - 校地拡張。
- 1921年（大正10年） - 体操場新築。
- 1926年（大正15年）4月1日[3] - 大巻小、菖蒲川小を統合。鶴田小の分教場とする。
- 1929年（昭和4年）12月9日 - 校旗樹立並びに校歌制定。
- 1933年（昭和8年）4月 - 校訓(清潔・規律・勤勉・礼儀・自治)制定。
- 1934年（昭和9年）6月5日 - 鶴田字早瀬87番地に新校舎が落成し、移転[5]。
- 1941年（昭和16年）4月1日 - 国民学校令により、鶴田国民学校と改称。
- 1947年（昭和22年）4月1日[3]
  - 学校教育法により、鶴田町立鶴田小学校と改称。
  - 大巻、菖蒲川、亀田の各分教場が独立。大巻小学校、菖蒲川小学校（現:鶴田町立菖蒲川小学校）、亀田小学校として発足する。
  - 高等科生を新制中学校（鶴田中学校）に移籍。
- 1960年（昭和35年）
  - 4月1日 - 板柳町立板柳高等学校定時制鶴田分校創設した為、旧校舎2教室を貸与。
  - 12月25日 - パンミルク給食実施。
- 1961年（昭和36年）
  - 4月1日 - 板柳高校定時制鶴田分校が、旧鶴田町役場庁舎へ移転。
  - 4月10日 - 保健室・教具室を設置。
  - 10月20日 - 給食室が落成し、同日から完全給食実施[5]。
- 1964年（昭和39年）
  - 4月1日 - 大巻小、亀田小を統合。新たに鶴田小学校として発足する[3]。
  - 5月1日 - 新校歌を制定する[3]。
- 1965年（昭和40年）3月3日 - 新校章を制定[3]。
- 1966年（昭和41年）
  - 3月 - 統合前3校の閉校式を挙行[3]。
  - 3月25日 - 鶴田字鷹ノ尾11番2号の現在地に新校舎移転完了[3]。
  - 4月20日 - 新校名で開校式挙行[3]。
- 1967年（昭和42年）
  - 4月1日 - 新講堂使用許可。
  - 8月25日 - 鶴田小学校落成記念式典挙行[3]。
  - 12月28日 - 学校給食共同調理所（給食センター）完成により、給食室閉鎖[3]。
- 1968年（昭和43年）1月18日（第3学期） - センター方式による給食開始[7]。
- 1969年（昭和44年）7月22日 - 水泳プール竣工[8]。
- 1974年（昭和49年）
  - 7月 - 相撲土俵設置[8]。
  - 12月 - 屋上に屋根が架けられる[8]。
- 1976年（昭和51年）11月11日 - 創立100周年記念式典挙行[8]。
- 1981年（昭和56年）8月 - トイレが汲み取り式から水洗式に改修[8]。
- 1982年（昭和57年）5月 - 野球場にバックネット設置[8]。
- 1983年（昭和58年）
  - 6月 - 全学級にOHP設置[8]。
  - 11月 - プール改修工事実施（翌年6月まで）[8]。
- 1998年（平成10年）6月 - プール改修（塗装のみ）[8]。
- 2000年（平成12年）6月 - 体育館屋根ペンキ塗装[8]。
- 2002年（平成14年）3月 - 放送設備全面改修[8]。
- 2003年（平成15年）2月 - 2階教具室を一般教室に転用[8]。
- 2005年（平成17年）
  - 5月 - グラウンド改修工事実施[8]。
  - 7月 - プールフェンス取り替え工事実施[8]。
- 2008年（平成20年）7月 - プール破損により、使用停止。水泳の授業は「B&G鶴田海洋センター」で行う[8]。
- 2010年（平成22年）
  - 2月 - パソコン20台設置（パソコン室）[8]。
  - 3月 - 職員室にもパソコン設置[8]。
- 2011年（平成23年）
  - 3月 - プレハブ校舎が完成し、引き渡し[8]。
  - 9月 - 旧校舎が危険校舎とみなされ、解体[9]された。
  - 時期不明 - 屋内運動場耐震補強工事実施[10]。
- 2018年（平成30年）9月17日 - 統合新校舎と学校給食共同調理所の建設工事安全祈願祭が行われた[11]。
- 2019年（平成31年・令和元年）
  - 2月19日 - 統合「鶴田小学校」の校章と校歌が決定[12]。校歌は地元出身のサエラが制作した。
  - 5月26日 - 統合前最後の運動会開催。ただし、校庭が工事で使えない為、五所川原市の「つがる克雪ドーム」で開催された。
  - 8月下旬（第2学期） - 校舎に先んじて、新学校給食センターが稼動開始。
- 2020年（令和2年）
  - 1月28日 - 町内小学校の1学年から5学年児童を対象に、新校舎の見学会を実施した[13]。
  - 4月1日 - 現在地に鶴田町内全ての小学校6校を統合した、新「鶴田小学校」が開校[14]。
  - 4月5日 - 新鶴田小学校の開校式挙行[15]。但し、グラウンドと体育館は完成しておらず、体育館については、旧鶴田小学校の体育館を暫定使用する。なお、同日に一般町民向けの校舎内覧会を行う予定だったが、新型コロナウイルス感染拡大の影響で、この時は中止された[16]。
  - 4月7日 - 統合後最初の始業式と入学式挙行[17]。
  - 5月31日 - 統合後最初の運動会を鶴田中学校グラウンドで開催予定だったが、新型コロナウイルス感染拡大の影響により、こちらも中止された[18]。
  - 12月 - 新体育館完成[19]。同時に旧体育館取り壊し。
- 2021年（令和3年）
  - 1月10日 - 新校舎・屋内運動場棟の見学会開催[19]。
  - 3月23日 - 統合後最初の卒業式挙行。

## 学校行事
鶴田小公式ブログ内 -平成24年度 学校要覧-より作成（2012年）。
| - 1学期 - 4月 新任式、入学式、1学期始業式、1年生を迎える会、参観日、避難訓練、児童会総会 - 5月 避難訓練、クラブ組織会、運動会 - 6月 1～5年現地学習 - 7月 ゲームラリー集会、芸術鑑賞、1学期終業式、夏休み | - 2学期 - 8月 2学期始業式、夏休み作品展 - 9月 三世代ふれあい祭り、PTAチャリティーバザー、避難訓練、修学旅行、全校徒歩遠足 - 10月 宿泊訓練、学習発表会 - 11月 - 12月 学力テスト、2学期終業式、冬休み | - 3学期 - 1月 3学期始業式、交通安全教室 - 2月 避難訓練、なわとび大会、児童会総会 - 3月 大掃除、卒業式、修了式、離任式 |

## 学区
- 鶴田町内全域[21]
- 2020年3月31日までは、派立、寺町、仲町、本町、駅前通り、田中町、桜町、富士見町、公園通り、文化通り、鷹ノ尾、相原町、駅東町、みどり町、あさひ町、亀田、新田子、強巻、大巻[22]の各地区が学区だった。

## 周辺
- 国道339号線（現道）[22]
- つがる西北五広域連合鶴田診療所[22][23] - 堰と鶴田町道をはさんで、敷地が隣接。
- 鶴田郵便局
- 弘南バス鶴田北口バス停
- ローソン鶴田相原店
- 五所川原警察署鶴田警察官駐在所
- 青森県道158号胡桃舘鶴田線[22]
- 岩木川[22]
- JR東日本五能線陸奥鶴田駅[22]

## アクセス
- JR東日本五能線陸奥鶴田駅から徒歩12分、自動車1分。
- 弘南バス五所川原 - 弘前線で「鶴田北口」バス停下車後、徒歩1分。
- 東北自動車道浪岡ICから津軽自動車道（五所川原東ICで一般道へ）経由で自動車26分。
- 鶴田中学校から、徒歩約30分。

## その他
- 1966年4月の旧校舎開校時には屋上が存在したが、雨水などで屋上のコンクリートが崩れ落ち、危険防止の為、1974年12月、屋上に屋根が架けられた。但し、屋上に上がる階段は、校舎取り壊しまで現存していた。
- 2020年4月の町内小学校統合以降、統合される菖蒲川・梅沢・胡桃舘・富士見・水元中央の各小学校の学区から通う児童に対しては、スクールバスを運行する[24]。